# 猪狩寛
猪狩 寛（いがり ひろし）はゲームプロデューサー。プロシード、エムゲームジャパン代表取締役、D-bas株式会社代表取締役社長などを務めた。

## 略歴
執行役員を務めていたハドソンから独立し、2005年、オンラインゲーム運営を事業の主とするプロシードの設立に参画。また、韓国の企業であるエムゲームと提携し、同社の日本法人エムゲームジャパンを設立、共同代表取締役に就任する。D-bas株式会社の代表取締役社長を務める。2024年没。

## 主な作品

### ハドソン在籍中に関わった作品
- 天外魔境 真伝 （1995年）
- サターンボンバーマン （1996年）
- 銀河お嬢様伝説ユナ Mika Akitaka Illust Works （1996年）
- VIRUS （1997年）
- 天外魔境 第四の黙示録 （1997年）
- ネオ・ボンバーマン （1997年）
- 古伝降霊術 百物語〜ほんとにあった怖い話〜 （1997年）
- 桃太郎道中記 （1997年）
- サターンボンバーマンファイト!! （1997年）
- ボンバーマンクエスト （1998年）
- 北へ。White Illumination （1999年）
- 北へ。Photo Memories （1999年）
- Elemental Gimmick Gear （1999年）
- ソニックシャッフル （2000年）
- ハテナサテナ （2001年）
- ボンバーマンオンライン （2001年）
- BLOODY ROAR extreme（2002年、2003年）

### 運営しているオンラインゲーム
- DROIYAN
- ラピスオンライン
- LOST ONLINE
- 鬼魂
- 熱血江湖オンライン
- 英雄オンライン
- 風林火山オンライン
- アレスオンライン